# لخانگتسه
لخانگتسه (به لاتین: Lechanice) یک روستا در لهستان است که در گمینا وارکا واقع شده‌است. لخانگتسه ۱۵۰ نفر جمعیت دارد.